# Bigotes
Bigotes es un caserío peruano ubicado en el distrito de Pampas de Hospital, perteneciente a la provincia y el departamento de Tumbes, al norte del Perú. 

## Ubicación
Bigotes se ubica al noreste de la provincia de Tumbes, en el distrito de Pampas de Hospital, en el departamento de Tumbes.

## Demografía
En 2017 Bigotes tenía una población de 62 habitantes.
| Gráfica de evolución demográfica de Bigotes entre 1993 y 2017 |
|                                                               |
| Fuentes: Población 1993 y 2017                                |